# 손선근
손선근(1964년 1월 12일 ~ )은 대한민국의 성우이다. 1992년 KBS에 입사했으며, 현재는 KBS 23기이다. 한국방송 성우극회 소속.

## 주요 출연작품

### 드라마
- 2001년~2002년 《상도》 (MBC)
- 2002년~2003년 《인어아가씨》 (MBC)
- 2002년~2003년 《야인시대》 (SBS)
- 2002년~2003년 《똑바로 살아라》 (SBS)
- 2003년~2004년 《대장금》 (MBC)
- 2004년 《장길산》 (SBS)
- 2004년~2005년 《영웅시대》 (MBC)
- 2004년~2005년 《불멸의 이순신》 (KBS)
- 2004년~2005년 《토지》 (SBS)
- 2005년 《제5공화국》 (MBC)
- 2005년 《부활》 (KBS2) - 의사 역
- 2005년 《장밋빛 인생》 (KBS)
- 2005년 《서동요》 (SBS)
- 2005년~2006년 《신돈》 (MBC)
- 2006년 《소문난 칠공주》 (KBS)
- 2006년~2007년 《주몽》 (MBC)
- 2006년~2007년 《누나》 (MBC)
- 2006년~2007년 《대조영》 (KBS)
- 2006년~2007년 《거침없이 하이킥》 (MBC)
- 2006년~2007년 《연인》 (SBS)
- 2007년 《마녀유희》 (SBS)
- 2007년 《에어시티》 (MBC)
- 2007년 《한성별곡》 (KBS)
- 2007년 《히트》 (MBC) - 의사 역
- 2007년~2008년 《깍두기》 (MBC)
- 2007년~2008년 《이산》 (MBC)
- 2007년~2008년 《미우나 고우나》 (KBS)
- 2007년~2008년 《뉴하트》 (MBC)
- 2008년 《대왕세종》 (KBS) - 40회, 65회 미상 역
- 2008년 《천하일색 박정금》 (MBC)
- 2008년 《온에어》 (SBS) - S미디어 대표 역
- 2008년 《아빠 셋 엄마 하나》 (KBS)
- 2008년 《스포트라이트》 (MBC)
- 2008년 《일지매》 (SBS) - 사관 역
- 2008년~2009년 《에덴의 동쪽》 (MBC) - 의사 역
- 2008년 《신의 저울》 (SBS) - JD그룹 본부장 역
- 2008년~2009년 《유리의 성》 (SBS)
- 2008년~2009년 《바람의 나라》 (KBS)
- 2008년~2009년 《가문의 영광》 (SBS) - 젊은 하중웅 역
- 2008년~2009년 《그들이 사는 세상》 (KBS)
- 2009년 《꽃보다 남자》 (KBS) - 의사 역
- 2009년 《카인과 아벨》 (SBS)
- 2009년 《자명고》 (SBS)
- 2009년 《파트너》 (KBS) - 이혼소송 변호사 역
- 2009년 《드림》 (SBS)
- 2009년 《아이리스》 (KBS)
- 2010년 《파스타》 (MBC) - 피클을 달라고 요구하는 손님 역
- 2010년 《산부인과》 (SBS) - 의사 역
- 2010년 《검사 프린세스》 (SBS) - 아파트 안전진단 전문가 역
- 2010년 《동이》 (MBC)
- 2010년 《대물》 (SBS)
- 2010년 《자이언트》 (SBS) - 감찰국 관계자 역
- 2010년 《나쁜 남자》 (SBS) - 임시이사회 진행자 역
- 2011년 《마이 프린세스》 (MBC) - 유 변호사 역
- 2011년 《신기생뎐》 (SBS) - 아다모네 집사 역
- 2011년 《반짝반짝 빛나는》 (MBC) - 의사 역
- 2011년 《49일》 (SBS) - 역술인 역
- 2011년 《내 마음이 들리니》 (MBC) - 우경그룹의 이사 역
- 2011년 《내게 거짓말을 해봐》 (SBS) - 호텔 직원 역
- 2011년 《시티헌터》 (SBS) - 의사 역
- 2011년 《넌 내게 반했어》 (MBC) - 뮤지컬 스폰서 역
- 2011년~2012년 《애정만만세》 (MBC) - 김 과장 역
- 2011년 《여인의 향기》 (SBS) - 의사 역
- 2011년 《보스를 지켜라》 (SBS) - C그룹 직원 역
- 2011년~2012년《오작교 형제들》 (KBS2)
- 2011년 《심야병원》 (MBC) - 의사 역
- 2011년~2012년 《특수사건 전담반 TEN》 (OCN) - 박민호의 아버지 역
- 2011년~2012년 《빛과 그림자》 (MBC)
- 2012년 《해를 품은 달》 (MBC) - 무명 대신 역
- 2012년 《무신》 (MBC) - 박훤 역
- 2012년 《신드롬》 (JTBC) - 의사 역
- 2012년 《넝쿨째 굴러온 당신》 (KBS2) - 출판사 관계자 역
- 2012년 《옥탑방 왕세자》 (SBS) - 경찰 역
- 2012년 《각시탈》 (KBS2)
- 2012년 《아이두 아이두》 (MBC) - 감사 직원 역
- 2012년 《유령》 (SBS) - 국정원 직원 역
- 2012년 《응답하라 1997》 (tvN) - 드라마 "이웃집 남자"의 의사 역
- 2012년 《아랑사또전》 (MBC) - 최 대감의 사병에게 잡혀가는 아이의 아버지 역
- 2012년 《드라마 스페셜 - 친구 중에 범인이 있다》 (KBS2) - 의사 역
- 2013년 《백년의 유산》 (MBC) - 의사 역
- 2013년 《특수사건 전담반 TEN 2》 (OCN) - 박민호의 아버지 역
- 2013년 《사건번호 113》 (SBS) - 국과수 직원 역
- 2013년 《너의 목소리가 들려》 (SBS) - 의사 역
- 2013년 《후아유》 (tvN) - 요양원 의사 역
- 2013년 《메디컬 탑팀》 (MBC) - 의사 역
- 2013년 《낯선 사람》 (SBS)
- 2013년 《사랑했나봐》(MBC) - 최성준 역 (최선정의 아버지)
- 2013년~2014년 《별에서 온 그대》 (SBS) - 현감 2 역
- 2014년 《정도전》 (KBS)
- 2014년 《앙큼한 돌싱녀》 (MBC) - 채소판매 담당 관계자 역
- 2014년 《엔젤 아이즈》 (SBS) - 의사 역
- 2014년 《갑동이》 (tvN) - 사진 분석가 역
- 2014년 《닥터 이방인》 (SBS) - 국회의원 역
- 2014년 《너희들은 포위됐다》 (SBS) - 보육원 원장 역
- 2014년~2015년 《가족끼리 왜 이래》 (KBS2) - GK그룹 이사 역
- 2014년~2015년 《전설의 마녀》 (MBC) - 춘천시청 직원 역
- 2014년~2015년 《피노키오》 (SBS) - 법무팀장 역
- 2014년~2015년 《닥터 프로스트》 (OCN) - 한국당 보좌관 역
- 2015년 《킬미힐미》 (MBC) - ID엔터테인먼트 이사 역
- 2015년 《KBS 드라마 스페셜 - 머리 심는 날》 (KBS)
- 2015년 《화정》 (MBC)
- 2015년 《초인시대》 (tvN)
- 2015년 《위대한 이야기》 - 이주일의 못생겨서 죄송합니다 (TV조선 & tvN)
- 2015년 《그래도 푸르른 날에》 (KBS)
- 2015년 《순정에 반하다》 (JTBC)
- 2015년 《오렌지 마말레이드》 (KBS)
- 2015년 《어셈블리》 (KBS)
- 2015년 《밤을 걷는 선비》 (MBC)
- 2015년 《귀신 보는 형사 처용 2》 (OCN)
- 2015년~2016년 《부탁해요, 엄마》 (KBS)
- 2015년~2016년 《내 딸, 금사월》 (MBC)
- 2015년~2016년 《아름다운 당신》 (MBC)
- 2016년 《가화만사성》 (MBC)
- 2016년 《내 마음의 꽃비》 (MBC)
- 2016년 《마담 앙트완》 (JTBC)
- 2016년 《옥중화》 (MBC) - 김태정 역
- 2016년 《원티드》 (SBS)
- 2016년 《몬스터》 (MBC)
- 2016년 《싸우자 귀신아》 (tvN)
- 2016년 《신데렐라와 네명의 기사》 (tvN)
- 2016년 《쇼핑왕 루이》 (MBC)
- 2016년 《별난가족》 (KBS)
- 2016년~2017년 《불어라 미풍아》 (MBC)
- 2016년~2017년 《불야성》 (MBC)
- 2016년~2017년 《월계수 양복점 신사들》 (KBS)
- 2017년 《돌아온 복단지》 (MBC)
- 2017년 《그 여자의 바다》 (KBS)
- 2017년 《도둑놈, 도둑님》 (MBC)
- 2017년 《크리미널 마인드》 (tvN)
- 2017년 《언니는 살아있다》 (SBS)
- 2017년 《마녀의 법정》 (KBS2)
- 2017년~2018년 《내 남자의 비밀》 (KBS2)
- 2017년~2018년 《미워도 사랑해》 (KBS1)
- 2018년 《크로스》 (tvN)
- 2018년 《위대한 유혹자》 (MBC)
- 2018년 《리치맨》 (iHQ DRAMA)
- 2018년 《내일도 맑음》 (KBS1)
- 2019년 《자백》 (tvN)
- 2019년 《여름아 부탁해》 (KBS1)
- 2019년 《수상한 장모》 (SBS) - 최면전문의 역 (특별출연)
- 2019년 《모두의 거짓말》 (OCN)
- 2020년 《찬란한 내 인생》(MBC) - 장시경 담당주치의 역
- 2021년 《빨강구두》 (KBS2) - 의사 역
- 2022년 《태종 이방원》 (KBS1)
- 2022년 《으라차차 내 인생》 (KBS1TV) - 백승주의 주치의 역
- 2025년  《여왕의 집》  (KBS2TV)   - 병원장 역

### 시사•교양
- 《이것은 실화다》 (TV조선) - 판사 역
- 《기막힌 이야기 실제상황》 (MBN)
- 《긴급출동24시》(KBS)

### 영화
- 이브의 유혹 - 그녀만의 테크닉 - 정 회장
- 헨젤과 그레텔 - 아나운서
- 절대미각 - 한의사
- 김씨포류기- 면접관 3
- 불신지옥- 목사
- 불꽃처럼 나비처럼 - 좌의정
- 주유소 습격사건2 - 중년
- 체포왕 - 서대문 형사
- 미쓰GO - 전문의
- 집으로 가는 길 - 한국 판사
- 트라우마 - 선영 부
- 귀신의 향기 - 경찰 서장
- 아직 사랑하고 있습니까? - 강 부회장

### 애니메이션
- 달의 요정 세일러문 (KBS) - 청색의 사필
- 인형공주 리카 (KBS) - 호세 / 해리
- 요리왕 비룡 (KBS)
- 탑블레이드 (SBS) - 부르스 / 루이스 / 마이클 소머즈
- 은하탐정 케인 (SBS)
- 셰익스피어 명작동화 - 윌리엄 텔의 모험 (SBS)
- 사랑의 천사 웨딩피치 (SBS) - 토미
- 아짱 쥬리 (SBS) - 제리
- 슬램덩크 (SBS) - 홍익현
- 무지개 요정 큐티하니 (SBS)
- 바벨 2세 (투니버스) - 가비
- 기동전사 건담 SEED (애니원) - 카즈이 바스컷 / 미겔 아이만
- 정의의 용사 카봇 (KBS) - 벌디가스
- 천방지축 덩크슛 (SBS)
- 우리는 챔피언 (SBS)

### 더빙 영화
- 브로큰 애로우 (SBS) - 자일스(프랭크 월리)
- 에이스 벤츄라 2 (SBS) - 우다(메이나드 에지아시)
- 드라큘라(KBS) - 목사(옥타비안 카디아) / 루시의 집사(I. M. 홉슨)
- 폴리스 스토리 3 (SBS) - 표강의 부하(설춘위)
- 동거남녀 (KBS) - 사장
- 터미네이터2 (SBS)
- 소림축구 (KBS) - 심판(왕은걸)
- 영웅본색 3 (SBS) - 펫(정위륜)
- 유덕화의 도망자 (KBS)
- 가을의 전설 (KBS) - 군인(그렉 포셋)
- 마이티 조 영 (KBS) - 잭(크리스찬 클레멘슨)
- 미스 에이전트 (SBS) - 프랭크(스티브 먼로)
- 이레이저 (SBS) - 먼로 부관(대니 누치) / 사이레즈 기술자(데니스 포레스트)
- 리틀 부다 (SBS) - 린포세(게세 겔센)
- 피크닉 (KBS) - 사회자(헨리 P. 왓슨)
- 성룡의 빅타임 (KBS) - 노내화 부하 4
- 사소한 이야기들 (KBS) - 경찰
- 6번째 날 (KBS) - 와일리 (로드니 로우랜드)
- 와호장룡 (KBS) - 미대표(마중헌)
- 매트릭스 (SBS) - 마우스 (매트 도런)
- 프리쳐스 와이프 (KBS)
- 이완 맥그리거의 인질 (KBS)
- 방세옥 (SBS) - 방세옥의 친구
- 딥 스타 식스 (SBS) - 부르시아가(엘리야 배스킨)
- 호커스 포커스 (KBS)
- 마이티 덕2 (KBS)
- 사랑의 굴레(영어판) (SBS)
- 미스터 베이스볼 (KBS)
- 미스 다이아몬드 (SBS)
- 마니 (KBS) - 형사
- 마이티 덕3 (KBS) - 오라이언
- 결전 (KBS) - 금위대(임효봉)
- 꿈꾸는 아프리카 (SBS)
- 발리우드 할리우드 (KBS) - 스티비
- 컨페션 (KBS)
- 쥬라기 공원 2 (KBS) - 변호사(유진 바스 2세)
- 사랑도 통역이 되나요? (SBS) - 광고 사진가(테츠로 나카)
- 비욘드 랭군 (KBS)
- 매치스틱 맨 (SBS) - 경찰(니겔 깁스)
- 르 지탕 (KBS) - 미레유 (버나드 지라드)
- 전쟁과 평화 (KBS)
- 메이저 리그2 (SBS)
- 압솔롬 탈출 (KBS)
- 베토벤2 (KBS)
- 선택받은 사람들 (KBS)
- 성월동화 (KBS)
- 헌티드 힐 (KBS) - 프리쳇 (크리스 커턴) / 쉑터(맥 페리치)
- 이지 라이더 (KBS) - 잭(로버트 워커)
- 매드 맥스 3(KBS) - 노예(로버트 그럽)
- 취권 (SBS) - 이만호의 부하(황합)
- 바그다드 카페 (KBS) - 보안관(아페산아 아페사나쾃)
- 스트리트 나이트(SBS) - 카를로스(리차드 코카)
- 트레이닝 데이 (SBS) - 제프(피터 그린)
- 이연걸의 탈출 (SBS) - 동료 기자(곡덕소)
- 해바라기 (KBS)
- 스카우트 (KBS)
- 쌍둥이 대소동 (KBS)
- 잭 프로스트 (SBS)
- 스컬스 (KBS)
- 슈퍼맨 2 (KBS)
- 프라이멀 피어 (KBS)

### 외화
- 슈퍼 볼케이노 (KBS) - 매트(숀 존스턴)

### 광고
- 동양화재 (21세기 운전자상해보험)
- 수영한서병원 장례식장 - 마음과 마음으로 다가가겠습니다
- 동원개발 (구포 동원로얄듀크비스타)